# Acusticosas
Acusticosas es un álbum del grupo argentino Villanos grabado en vivo en el ND Ateneo y editado en 2008. Producido por Villanos, este CD muestra un recital totalmente acústico de Villanos donde hay versiones de temas conocidos como Sin Mi, Chau Corazón y Putas.
En el álbum hay invitados como Vare Villano, Lucrecia Sanz, Gabriel Gerez.

## Lista de canciones
| Acusticosas |                                                  |                             |          |  |
| N.º         | Título                                           | Escritor(es)                | Duración |  |
| 1.          | «Sigo de Largo» (de Contacto, 2007)              | Niko Villano                | 4:26     |  |
| 2.          | «Claudia Trampa» (de Sacate Todo!, 1999)         | Niko Villano                | 3:01     |  |
| 3.          | «Dios es Argentino» (de Superpoderosos, 2004)    | Niko Villano                | 1:52     |  |
| 4.          | «Amor Satelital» (de Superpoderosos, 2004)       | Niko Villano                | 3:53     |  |
| 5.          | «Descontrol» (de No Disparen!, 2000)             | Niko Villano                | 2:52     |  |
| 6.          | «Vecinos de Mierda» (de No Disparen!, 2000)      | Niko Villano                | 3:06     |  |
| 7.          | «Despegar» (de No Disparen!, 2000)               | Niko Villano                | 3:49     |  |
| 8.          | «Solos y Solas» (de Contacto, 2007)              | Niko Villano                | 3:19     |  |
| 9.          | «De nadie más» (de Superpoderosos, 2004)         | Niko Villano                | 2:45     |  |
| 10.         | «Alma en Llamas» (de Sacate Todo!, 1999)         | Niko Villano                | 4:03     |  |
| 11.         | «Chau Corazón» (de Superpoderosos, 2004)         | Niko Villano                | 3:13     |  |
| 12.         | «Fuera de Moda» (de No Disparen!, 2000)          | Niko Villano                | 3:54     |  |
| 13.         | «Manos Vacías» (de No Disparen!, 2000)           | Niko Villano                | 4:11     |  |
| 14.         | «Llame Ya!» (de Superpoderosos, 2004)            | Niko Villano                | 3:15     |  |
| 15.         | «Bajón» (de Acusticosas I, 2001)                 | Niko Villano                | 2:19     |  |
| 16.         | «Sale Caro (radio edit)» (de Sacate Todo!, 1999) | Niko Villano                | 4:18     |  |
| 17.         | «Sin Mi» (de Superpoderosos, 2004)               | Niko Villano                | 2:45     |  |
| 18.         | «El Señor de Galilea/Putas»                      | Gene Maclellan Niko Villano | 5:31     |  |
| 19.         | «Digo Que Si» (de Superpoderosos, 2004)          | Niko Villano                | 2:39     |  |

## Cortes de difusión y Videos
- Sale Caro (2008)

## Músicos
- Niko Villano: Guitarra acústica, voz.
- Mini Villano: Guitarra acústica, coros.
- Rene Villano: Bajo acústico.
- Santi Villano: Batería y percusión.